# Asteromonadaceae
Asteromonadaceae este o familie de alge care aparține ordinului Chlamydomonadales. Familia a fost descrisă pentru prima dată de Leontin Ștefan Eugen Péterfi în 1979.

## Genuri
Sunt recunoscute șase genuri care aparțin acestei familii:
- Asteromonas
- Aulacomonas
- Collodictyon
- Pseudostephanoptera
- Tetraptera
- Triptera